# Odnogi mózgu

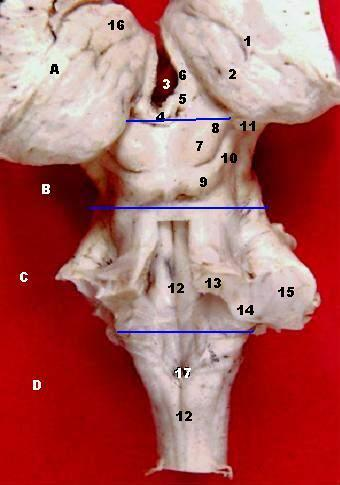
Dolna część mózgowia człowieka: A: wzgórze, B: śródmózgowie, C: most, D: rdzeń przedłużony
1) taśma naczyniówkowa (i bocznie: blaszka przytwierdzona, prążek krańcowy)
2) wzgórze, poduszka wzgórza
3) (komora trzecia)
4) szyszynka
5) uzdeczka
6) prążek rdzenny wzgórza
7) wzgórek górny
8) ramię wzgórka górnego
9) wzgórek dolny
10) ramię wzgórka dolnego
11) ciało kolankowate przyśrodkowe
12) bruzda graniczna
13) konar górny móżdżku
14) konar dolny móżdżku
15) konar środkowy móżdżku
16) guzek przedni wzgórza
17) zasuwka, pole najdalsze

Odnogi mózgu (łac. crura cerebri) – struktury anatomiczne w obrębie śródmózgowia (ośrodkowy układ nerwowy).
Odnogi mózgu leżą na powierzchni brzusznej śródmózgowia. Zbudowane są z istoty białej, stanowiąc jej grube, parzyste pasma. Rozpoczynają się one przy górnym brzegu mostu, rozbiegając się pod kątem 70–80°. Przebiegając nad pasmami wzrokowymi, wnikają do półkul mózgu.
Odnogi mózgu w dolnej części dzieli szczelina o grubości 2 mm. Natomiast wyżej leżą one dalej od siebie. Pomiędzy odnogami znajduje się dół międzykonarowy.
Powierzchnia odnóg nie jest równa. Przebiegają na niej równolegle do siebie, ułożone podłużnie, płytkie bruzdy, które ograniczają pasma włókien nerwowych. W pewnych miejscach pokrywają je jeszcze włókna przebiegające poprzecznie.